# فرنسيسكو إس. كارفاغال
فرنسيسكو إس. كارفاغال هو محامي وقاضي ودبلوماسي وسياسي مكسيكي، ولد في 9 ديسمبر 1870 في كامبيتشي في المكسيك، وتوفي في 20 سبتمبر 1932 في مدينة مكسيكو في المكسيك. نشط حزبياً في مستقل. وقد انتخب وزيرا للخارجية ثم رئيسا للمكسيك (15 يوليو 1914 – 13 أغسطس 1914).